# Hypothyris maculata
Hypothyris maculata är en fjärilsart som beskrevs av Richard Haensch 1905. Hypothyris maculata ingår i släktet Hypothyris och familjen praktfjärilar. Inga underarter finns listade i Catalogue of Life.